# Titaantjesbrug
Titaantjesbrug is een vaste brug in Amsterdam-Oost.
De brug, tot 2016 aangeduid met brug nr. 196, is alleen toegankelijk voor voetgangers en fietsers. Zij is gelegen naar de toegang vanuit het Javaplantsoen/de Javastraat naar het Flevopark. De naam verwijst naar Titaantjes, een novelle van Nescio. Op circa 500 meter naar het oosten "hangt" de Nesciobrug over het Amsterdam-Rijnkanaal. Het beeld De Titaantjes ligt/staat op behoorlijke afstand in het Oosterpark. 
Aan het eind/begin van de brug staat het "Hekkepoortje" als toegang/afsluiting tot/van het Flevopark. Dat hekkepoortje diende ooit als toegangspoort tot de stad Amsterdam. Het stond vanaf 1770 bij de Muiderpoort, vandaar dat het het jaartal 1770 voert, het Flevopark dateert uit de jaren twintig/dertig van de 20e eeuw.

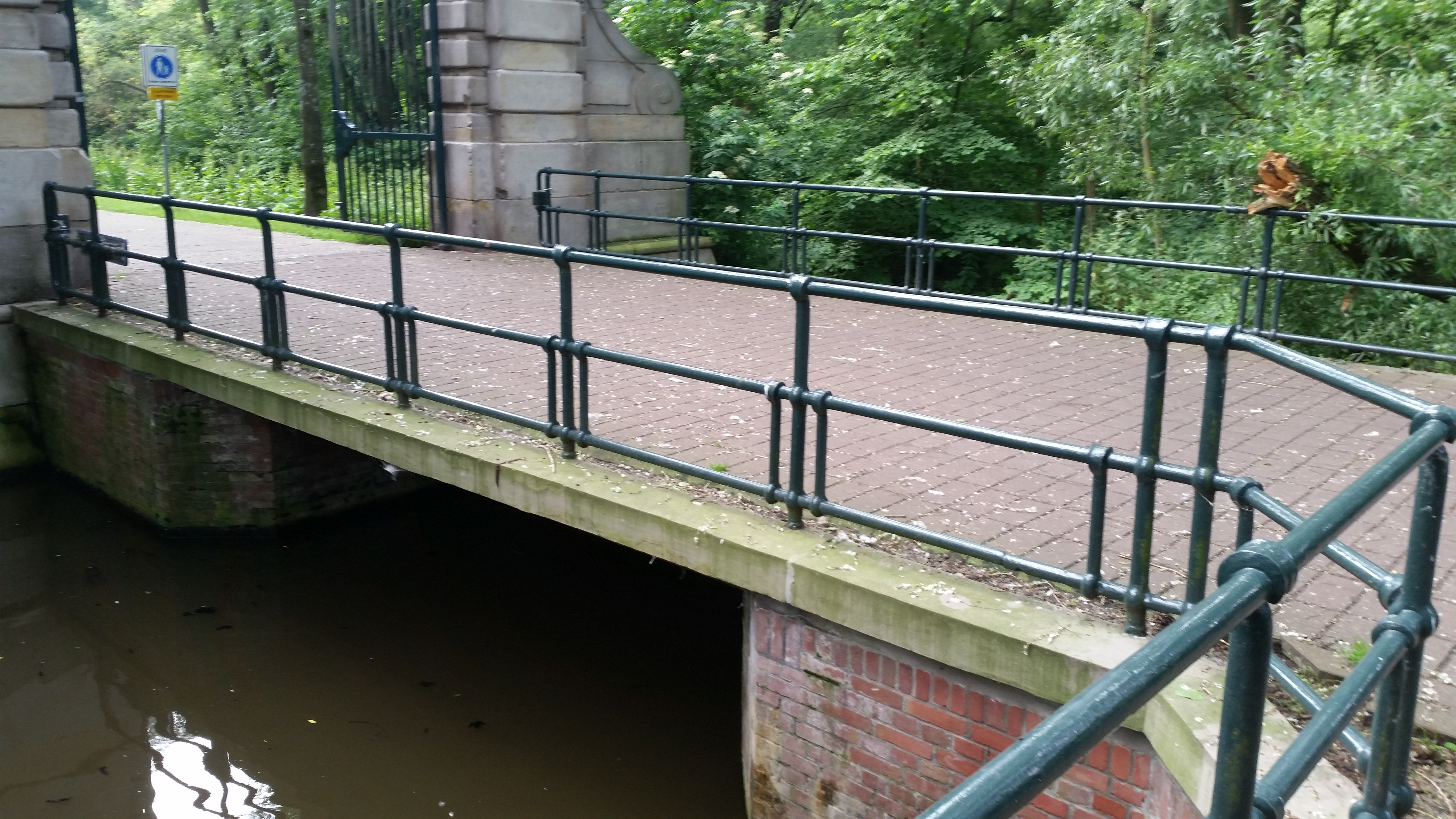
Brug 196 van de zijkant (juni 2018)

<<< · 100 · 101 · 102 · 103 ·  105 · 106 · 107 · 108 · 109 ·  110 · 111 · 112 · 113 · 114 · 115 · 116 · 117 · 118 · 119 · 120 · 121 · 122 · 123 · 124 · 125 · 126 · 127 · 128 · 129 · 130 · 131 · 132 · 135 · 136 · 137 · 138 · 139 · 140 · 141 · 142 · 143 · 144 · 145 · 146 · 147 · 148 · 149 ·  150 · 151 · 152 · 155 · 156 · 159 · 160 · 161 · 162 · 163 · 164 · 165 · 166 · 167 · 168 · 169 ·  170 · 171 · 172 · 173 · 174 · 175 · 176 · 177 · 178 · 179 · 180 · 181 · 182 · 183 · 184 · 185 · 186 · 187 · 189 · 190 · 191 · 192 · 193 · 194 · 195 · 196 · 198 · 199 · >>>
Brugnummers 104, 133, 134, 153, 154, 157, 158, 188 en 197 zijn niet (meer) in gebruik.